# Nouveau Front populaire
Nouveau Front populaire (NFP; Frans voor 'nieuw volksfront'), ook Front populaire, is een Franse verkiezingscoalitie van centrumlinkse en linkse politieke partijen.
Ze werd in 2024 gevormd als reactie op de uitslag van de Europese verkiezingen, die het extreemrechtse Rassemblement National won, en de beslissing van de liberale president Emmanuel Macron om snel nieuwe parlementsverkiezingen te organiseren. 
La France insoumise (LFI), de PS, Les Écologistes, de PCF en verschillende kleinere partijen sloten op 10 juni een akkoord om elkaar niet te beconcurreren, maar in iedere kieskring slechts één linkse kandidaat naar voren te schuiven, volgens een verdeelsleutel. Daarmee gaven ze linkse samenwerking een nieuwe kans, na het beperkte succes van NUPES, de coalitie voor de verkiezingen van 2022. LFI en haar bondgenoten komen op in 229 kieskringen, de PS en haar bondgenoten in 175, de groenen in 92, de PCF en haar bondgenoten in 50, en in 31 resterende kieskringen komen de kleinere partijen op. 
Op 14 juni stelde de coalitie een gemeenschappelijk programma voor.
Nouveau Front populaire wordt gesteund door de Franse vakbonden CGT, CFDT, UNSA, FSU en SUD.